# Andernos-les-Bains
Andernos-les-Bains [ɑ̃dɛʁnɔs le bɛ̃]  est une commune du Sud-Ouest de la France, située dans le département de la Gironde, en région Nouvelle-Aquitaine.

## Géographie

### Localisation
La commune est située sur la rive orientale du bassin d'Arcachon, au nord-est d'Arcachon et au nord du pays de Buch, dans les landes de Gascogne.

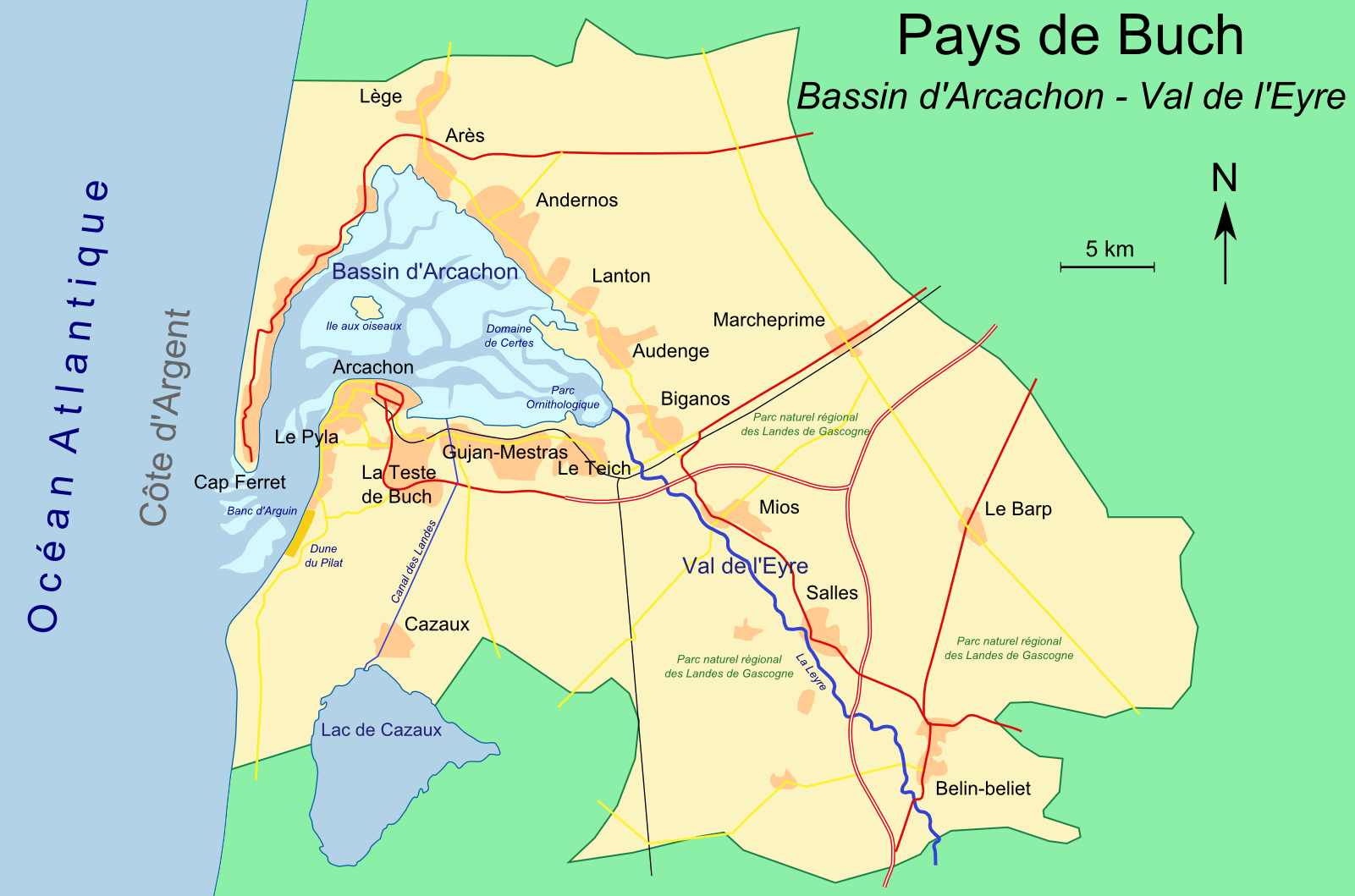
Carte du bassin d'Arcachon.

### Communes limitrophes
Les communes limitrophes en sont Arès au nord-nord-est et Lanton au sud-est et, plus précisément, l'écart de Taussat.
| Arès              |                    |        |
|                   | Andernos-les-Bains |        |
| Bassin d'Arcachon |                    | Lanton |

### Hydrographie
Quatre cours d'eau coulent à Andernos et se jettent dans le bassin d'Arcachon :
- à l'ouest, le Cirès, qui sert de frontière communale avec Arès[3] ;
- le Comte[4] ;
- le Bétey[5] ;
- à l'est, le Massurat, qui sert de frontière communale avec Lanton et son écart de Taussat-les-Bains[6].

### Climat
Pour des articles plus généraux, voir Climat de la Nouvelle-Aquitaine et Climat de la Gironde.
Historiquement, la commune est exposée à un climat océanique aquitain.  
En 2020, Météo-France publie une typologie des climats de la France métropolitaine dans laquelle la commune est exposée à un climat océanique et est dans la région climatique Littoral charentais et aquitain, caractérisée par une pluviométrie élevée en automne et en hiver, un bon ensoleillement, des hiver doux (6,5 °C), soumis à la brise de mer.
Pour la période 1971-2000, la température annuelle moyenne est de 13,1 °C, avec une amplitude thermique annuelle de 13,7 °C. Le cumul annuel moyen de précipitations est de 942 mm, avec 13 jours de précipitations en janvier et 6,9 jours en juillet. Pour la période 1991-2020, la température moyenne annuelle observée sur la station météorologique la plus proche, située sur la commune de La Teste-de-Buch à 17,57 km à vol d'oiseau, est de 0,0 °C et le cumul annuel moyen de précipitations est de 0,0 mm,. Pour l'avenir, les paramètres climatiques de la commune estimés pour 2050 selon différents scénarios d’émission de gaz à effet de serre sont consultables sur un site dédié publié par Météo-France en novembre 2022.

## Urbanisme

### Typologie
Au 1er janvier 2024, Andernos-les-Bains est catégorisée petite ville, selon la nouvelle grille communale de densité à sept niveaux définie par l'Insee en 2022.
Elle appartient à l'unité urbaine d'Andernos-les-Bains, une agglomération intra-départementale regroupant deux  communes, dont elle est ville-centre,,. Par ailleurs la commune fait partie de l'aire d'attraction de Bordeaux, dont elle est une commune de la couronne,. Cette aire, qui regroupe 275 communes, est catégorisée dans les aires de 700 000 habitants ou plus (hors Paris),.
La commune, bordée par l'océan Atlantique, est également une commune littorale au sens de la loi du 3 janvier 1986, dite loi littoral. Des dispositions spécifiques d’urbanisme s’y appliquent dès lors afin de préserver les espaces naturels, les sites, les paysages et l’équilibre écologique du littoral, tel le principe d'inconstructibilité, en dehors des espaces urbanisés, sur la bande littorale des 100 mètres, ou plus si le plan local d’urbanisme le prévoit.

### Occupation des sols

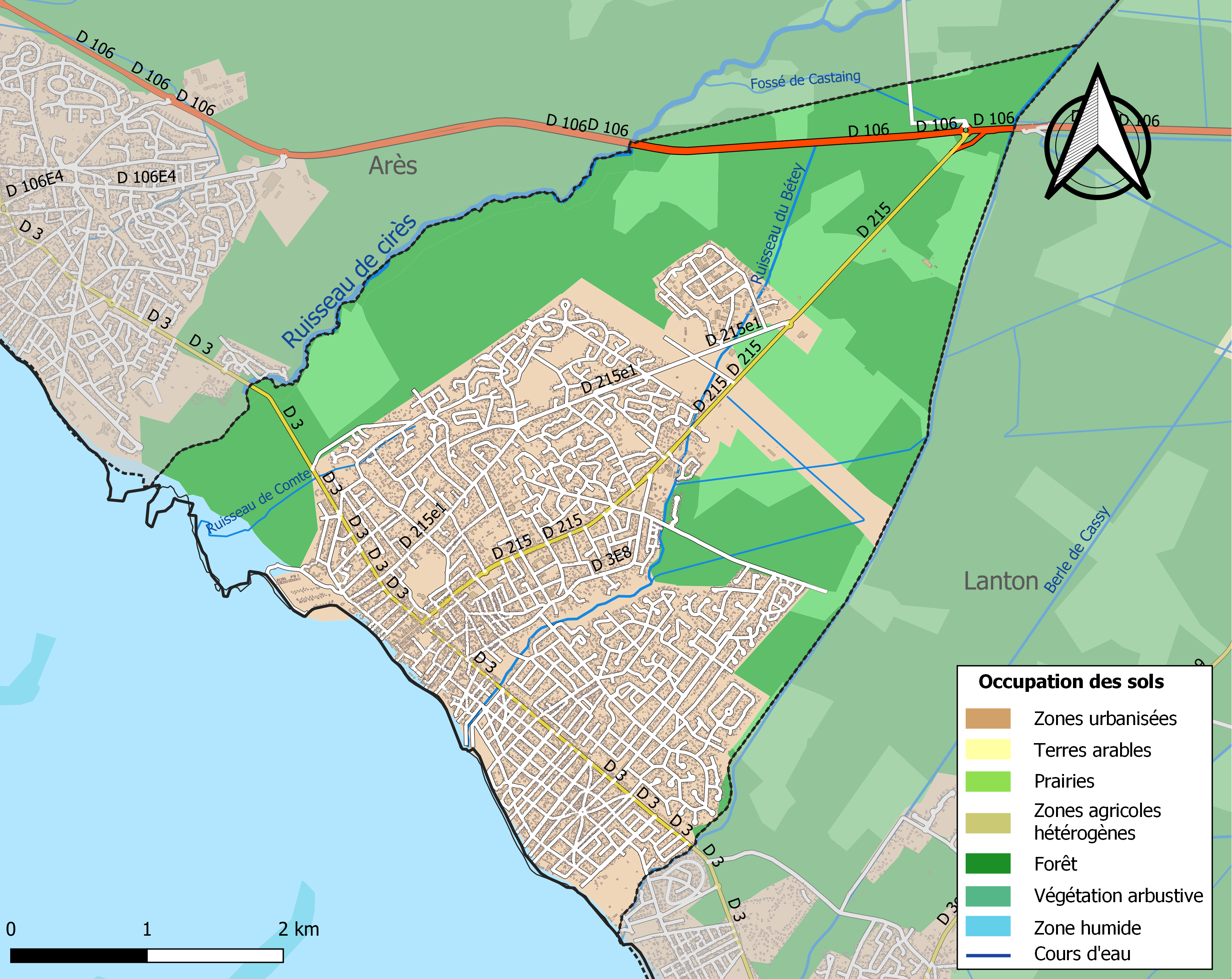
Carte des infrastructures et de l'occupation des sols de la commune en 2018 (CLC).

L'occupation des sols de la commune, telle qu'elle ressort de la base de données européenne d’occupation biophysique des sols Corine Land Cover (CLC), est marquée par l'importance des territoires artificialisés (50,5 % en 2018), en augmentation par rapport à 1990 (44,9 %). La répartition détaillée en 2018 est la suivante : 
zones urbanisées (43,1 %), forêts (34,9 %), milieux à végétation arbustive et/ou herbacée (13 %), espaces verts artificialisés, non agricoles (5,1 %), zones industrielles ou commerciales et réseaux de communication (2,3 %), zones humides côtières (1,6 %). L'évolution de l’occupation des sols de la commune et de ses infrastructures peut être observée sur les différentes représentations cartographiques du territoire : la carte de Cassini (XVIIIe siècle), la carte d'état-major (1820-1866) et les cartes ou photos aériennes de l'IGN pour la période actuelle (1950 à aujourd'hui).

### Voies de communication et transports

#### Lignes de bus
Liaisons régulières :
- Lège-Cap-Ferret/Bordeaux via Andernos par autocar Nouvelle-Aquitaine no 412
- Andernos/Facture-Biganos par autocar Alégo no 1.

#### Transport aérien
- Andernos-les-Bains est située à 40 km de l'aéroport de Bordeaux - Mérignac.
- L'aérodrome d'Andernos-les-Bains se trouve à 3 km du centre-ville.

#### Transport ferroviaire
Andernos-les Bains est située à :
- 20 km de la gare SNCF de Facture-Biganos ;
- 50 km de la gare SNCF de Bordeaux (gare de Bordeaux-Saint-Jean).

La ville était auparavant desservie par la ligne de Lesparre à Saint-Symphorien qui reliait Lesparre-Médoc à Saint-Symphorien en passant par Hourtin, Arès, Biganos, Mios, Belin-Béliet et quelques autres gares de moindre importance. La ligne a été déferrée et transformée en piste cyclable et l'ancienne gare d'Andernos est devenue l'office de tourisme de la ville.

### Risques majeurs
Le territoire de la commune d'Andernos-les-Bains est vulnérable à différents aléas naturels : météorologiques (tempête, orage, neige, grand froid, canicule ou sécheresse), inondations, feux de forêts et séisme (sismicité très faible). Un site publié par le BRGM permet d'évaluer simplement et rapidement les risques d'un bien localisé soit par son adresse soit par le numéro de sa parcelle.
La commune fait partie du territoire à risques importants d'inondation (TRI) d’Arcachon, regroupant les 10 communes du bassin d'Arcachon concernées par un risque de submersion marine, un des 18 TRI qui ont été arrêtés fin 2012 sur le bassin Adour-Garonne. Aux XXe et XXIe siècles, les événements significatifs sont ceux de 1882, 1896, 1897 puis 1924, 1951, 1984 et 1999. Au XXe siècle, les tempêtes Klaus, entre le 23 et le 25 janvier 2009 et Xynthia des 27 et 28 février 2010 ont marqué les esprits. Des cartes des surfaces inondables ont été établies pour trois scénarios : fréquent (crue de temps de retour de 10 ans à 30 ans), moyen (temps de retour de 100 ans à 300 ans) et extrême (temps de retour de l'ordre de 1 000 ans, qui met en défaut tout système de protection). La commune a été reconnue en état de catastrophe naturelle au titre des dommages causés par les inondations et coulées de boue survenues en 1982, 1986, 1993, 1999, 2009, 2013 et 2020 et au titre des inondations par remontée de nappe en 2014,.
Andernos-les-Bains est exposée au risque de feu de forêt. Depuis le 20 avril 2016, les départements de la Gironde, des Landes et de Lot-et-Garonne disposent d’un règlement interdépartemental de protection de la forêt contre les incendies. Ce règlement vise à mieux prévenir les incendies de forêt, à faciliter les interventions des services et à limiter les conséquences, que ce soit par le débroussaillement, la limitation de l’apport du feu ou la réglementation des activités en forêt. Il définit en particulier cinq niveaux de vigilance croissants auxquels sont associés différentes mesures. Sur le plan de l'aménagement du territoire la commune dispose d'un plan de prévention des risques incendies feux de forêts (PPRIF).
Par ailleurs, afin de mieux appréhender le risque d’affaissement de terrain, l'inventaire national des cavités souterraines permet de localiser celles situées sur la commune.
Concernant les mouvements de terrains, la commune a été reconnue en état de catastrophe naturelle au titre des dommages causés par des mouvements de terrain en 1999.

## Toponymie
Le toponyme est documenté sous les formes Endernos en 1339, Andarnos en 1634, Andernes en 1630 (carte de Gudocus), Andernos[Quand ?]… La prononciation traditionnelle [endarˈnɔs] inversait les 2 premières voyelles.
Andernos est un toponyme aquitanique en -otz / -os, suffixe aquitain que l'on rencontre aussi en Espagne sous la forme diphtonguée -uès. Le radical Andern- correspond probablement à un nom de personne aquitanique selon le cas général et dans ce cas précis Anderen-, attesté comme nom de femme Andere, Anderenis. Andere (nominatif singulier) est attestée à Martres-Tolosane et la forme Andereni (datif singulier) à Larcan ; Joaquin Gorrochategui postule une déclinaison -e, -enis. On connait aussi les noms de femme apparentés Anderexo (nominatif), Anderese(n), Andereseni au datif singulier. Anderitia, Andere signifie « dame » en basque.
Après s'être appelée simplement Andernos, la commune a obtenu en 1897 d'ajouter le déterminant complémentaire -les-Bains.
En gascon, le nom de la commune est Andernòs / Endarnòs.

## Histoire

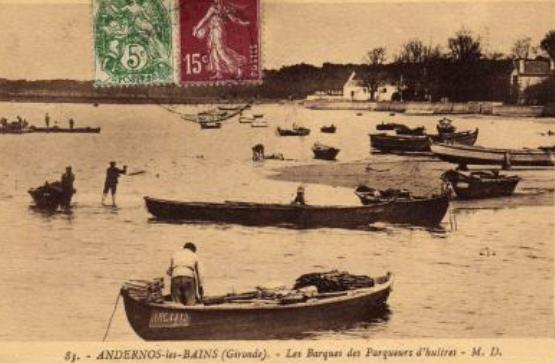
Barques des parqueurs d'huîtres (vers 1920).

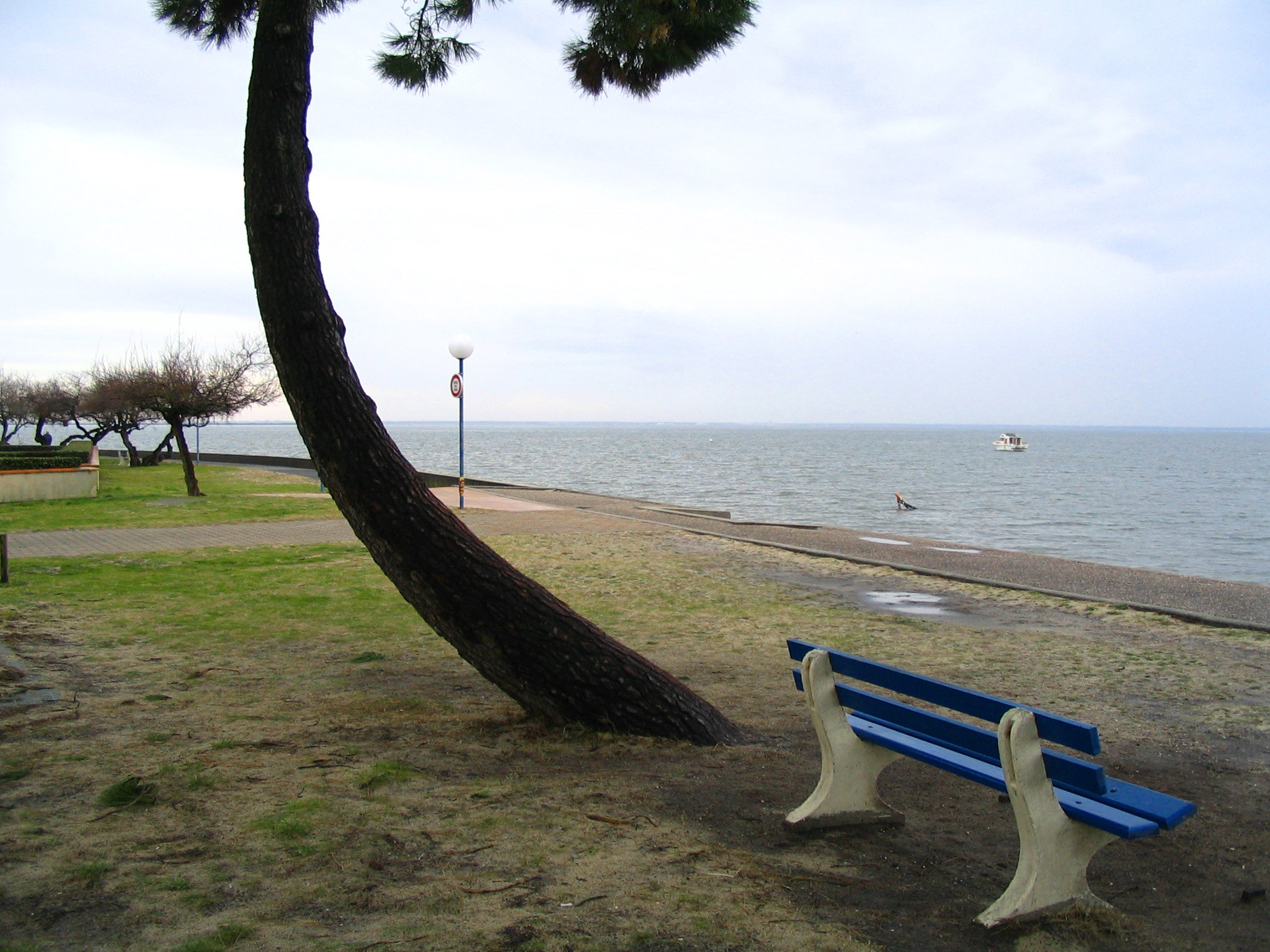
Le bassin d'Arcachon au Mauret.

Andernos est habité dès la Préhistoire récente soit depuis 10 000 ans environ. Cette occupation est attestée par la découverte de milliers d’objets sur les rives et l’embouchure du ruisseau « Le Bétey ». Il s’agit d’un site préhistorique majeur sur la façade atlantique.
À l'époque gallo-romaine, Andernos est une cité importante. La bourgade gallo-romaine a été détruite par les invasions barbares. On en trouve néanmoins des vestiges, à côté de l'église Saint-Éloi, non loin du port ostréicole. Ils ont d'abord été interprétés comme ceux d'une basilique ; mais les dernières recherches penchent plutôt pour ceux d’une immense villa gallo-romaine construite près du littoral.
Pour plus d'information sur la commune au XVIIIe siècle, voir l'ouvrage de Jacques Baurein.
À la Révolution, la paroisse de Saint-Éloi d'Andernos forme la commune d'Andernos.
Le château d’Andernos, devenu bien national, était situé à environ 2 km de l’église et du bassin. Il a complètement disparu, détruit en 1845.
En 1851, une importante portion au nord et nord-est du territoire communal acquiert son autonomie pour former la commune d'Arès.
La ville d'Andernos prend officiellement le nom d'Andernos-les-Bains par un décret du 13 décembre 1897.

## Politique et administration

### Découpage territorial
La commune se trouve dans l'arrondissement d'Arcachon du département de la Gironde.

#### Commune et intercommunalités
La commune est membre de la communauté d'agglomération du Bassin d'Arcachon Nord et en est le siège.

#### Circonscriptions administratives
La commune est rattachée au canton d'Andernos-les-Bains.

#### Circonscriptions électorales
Pour l'élection des députés, la commune fait partie de la huitième circonscription de la Gironde.

### Élections municipales et communautaires

#### Liste des maires (depuis 1851, année de la partition avec la nouvelle commune d'Arès)
| Période                                  | Période                       | Identité                                         | Étiquette             | Qualité                                                    |
| ---------------------------------------- | ----------------------------- | ------------------------------------------------ | --------------------- | ---------------------------------------------------------- |
| 13 avril 1851                            | 24 juillet 1852 (révocation)  | Jacques Hazera                                   |                       | Maçon                                                      |
| 25 juillet 1852                          | 5 juin 1855 (démission)       | Luc Baché                                        |                       |                                                            |
| 6 juin 1855                              | 9 septembre 1865              | Jacques Hazera                                   |                       | Maçon                                                      |
| 10 septembre 1865                        | 13 mai 1871                   | Martin Lacaze, dit Broustic                      |                       | Commerçant                                                 |
| 14 mai 1871                              | 27 mai 1871                   | Antonin Lalande, dit Antonin                     |                       |                                                            |
| 28 mai 1871                              | 7 octobre 1876                | Martin Lacaze, dit Broustic                      |                       | Commerçant                                                 |
| 8 octobre 1876                           | 17 mai 1884                   | Pierre Goubet                                    |                       | Forgeron                                                   |
| 18 mai 1884                              | 19 mai 1888                   | Sébastien Gérard Castaing                        |                       | ex-Instituteur                                             |
| 20 mai 1888                              | 24 septembre 1894 (décès)     | Pierre Baché                                     |                       |                                                            |
| 25 septembre 1894                        | 19 mai 1900                   | Francois Goubet, dit Francillon                  |                       | Entrepreneur en bâtiment                                   |
| 20 mai 1900                              | 19 mai 1929                   | Louis Théodore David                             | Alliance démocratique | Avocat                                                     |
| 20 mai 1929                              | 20 juillet 1934 (démission)   | Jacques de Chorivit                              |                       | Courtier en vins                                           |
| 21 juillet 1934                          | 11 mai 1935                   | Hector Saubesty, dit Totor                       |                       | Artisan peintre                                            |
| 12 mai 1935                              | 12 octobre 1936 (décès)       | Gaston Bordes                                    |                       | Avocat                                                     |
| 21 novembre 1936                         | 20 mars 1941                  | Hector Saubesty, dit Totor                       |                       | Artisan peintre                                            |
| 21 mars 1941                             | 21 octobre 1944               | Jean Dusseaux (nommé par décret)                 |                       |                                                            |
| 22 octobre 1944                          | 30 octobre 1947               | Hector Saubesty, dit Totor                       |                       | Artisan peintre                                            |
| 31 octobre 1947                          | 15 février 1964 (décès)       | Jean-Marcel Despagne                             |                       |                                                            |
| 26 avril 1964                            | 27 mars 1971                  | André Lahaye, dit Titianel                       |                       | Pêcheur, Ostréiculteur                                     |
| 28 mars 1971                             | 23 septembre 1972 (démission) | Lucien Ribe                                      |                       |                                                            |
| 24 septembre 1972                        | 9 novembre 1972               | Rémy Counilh (intérim)                           |                       | Directeur d'école                                          |
| 10 novembre 1972                         | 10 août 1974 (décès)          | Franck Cazenave                                  | RI                    | Ingénieur, ancien maire de Belin-Béliet Député (1962-1974) |
| 11 aout 1974                             | 3 octobre 1974                | Elisabeth Verdier (intérim)                      |                       | Médecin                                                    |
| 4 octobre 1974                           | avril 2014                    | Philippe Pérusat                                 | RPR puis UMP          | Promoteur immobilier                                       |
| avril 2014                               | En cours                      | Jean-Yves Rosazza Réélu pour le mandat 2020-2026 | SE                    | ex-Agent immobilier                                        |
| Les données manquantes sont à compléter. |                               |                                                  |                       |                                                            |

### Politique environnementale
En 2018, pour faire face à la transition énergétique pour la « croissance verte », la commune adopte la solution « zéro pesticide » qui est un programme écologique amenant à la non-utilisation de produits phytosanitaires de synthèse sur une grande partie des espaces publics.

### Jumelages
Andernos-les-Bains est jumelée avec :
- Nussloch (Allemagne) depuis 1977, située à une centaine de kilomètres au nord-est de Strasbourg
- Segorbe (Espagne) depuis 1994, proche de Valence
- Largs (Écosse) depuis 2009, proche de Glasgow

## Équipements et services publics

### Enseignement

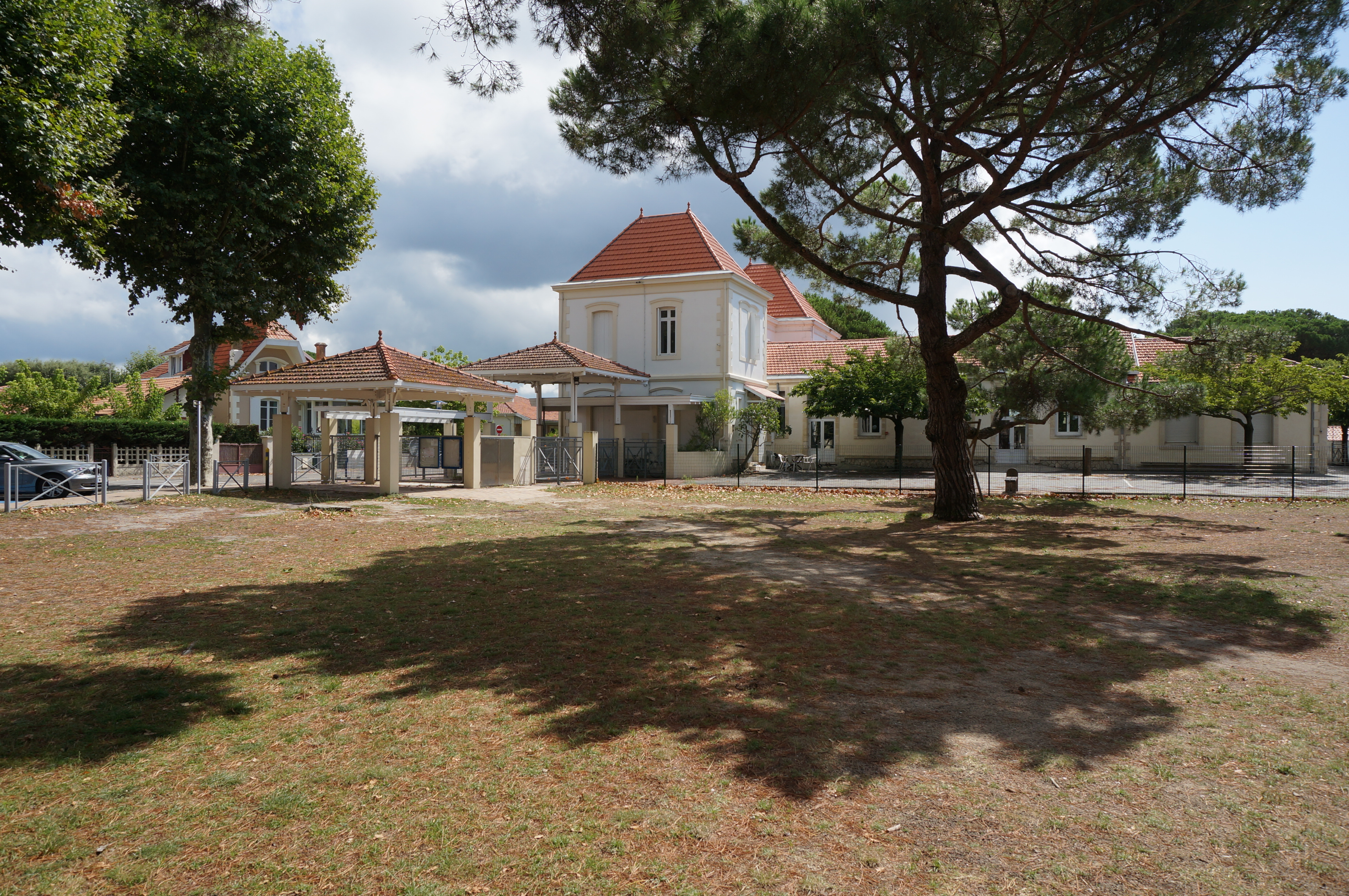
École élémentaire Jules-Ferry.

La commune dispose de plusieurs écoles :
- quatre écoles maternelles (trois écoles publiques : Capsus, le Betey, le Coulin et une école privée : Bonaccueil) ;
- quatre écoles élémentaires (trois écoles publiques : Capsus, le Betey, Jules-Ferry et une école privée : Bonaccueil) ;
- un collège public (collège André-Lahaye accueillant plus de 900 élèves) ;
- un lycée public d'enseignement général et technologique  (lycée Nord-Bassin Simone-Veil de plus de 800 élèves).
- Un centre de mer et d’éducation au développement durable (CE2D) implanté dans un parc forestier (au 130 avenue de Bordeaux) organise des animations et des séjours (classes de mer), principalement pour l'école primaire[40].

### Justice, sécurité, secours et défense
La ville héberge plusieurs services publics :
- une mairie ;
- une caserne de pompiers ;
- une police municipale ;
- une gendarmerie.

## Population et société
Les habitants sont appelés les Andernosiens.

### Démographie
L'évolution du nombre d'habitants est connue à travers les recensements de la population effectués dans la commune depuis 1793. Pour les communes de plus de 10 000 habitants les recensements ont lieu chaque année à la suite d'une enquête par sondage auprès d'un échantillon d'adresses représentant 8 % de leurs logements, contrairement aux autres communes qui ont un recensement réel tous les cinq ans,.

En 2022, la commune comptait 12 614 habitants, en évolution de +6,24 % par rapport à 2016 (Gironde : +6,91 %, France hors Mayotte : +2,11 %).
| 1793 | 1800 | 1806 | 1821  | 1831  | 1836  | 1841  | 1846  | 1851 |
| ---- | ---- | ---- | ----- | ----- | ----- | ----- | ----- | ---- |
| 720  | 743  | 823  | 1 016 | 1 169 | 1 072 | 1 221 | 1 277 | 503  |

| 1856 | 1861 | 1866 | 1872 | 1876 | 1881 | 1886  | 1891  | 1896  |
| ---- | ---- | ---- | ---- | ---- | ---- | ----- | ----- | ----- |
| 510  | 519  | 574  | 638  | 743  | 949  | 1 075 | 1 085 | 1 118 |

| 1901  | 1906  | 1911  | 1921  | 1926  | 1931  | 1936  | 1946  | 1954  |
| ----- | ----- | ----- | ----- | ----- | ----- | ----- | ----- | ----- |
| 1 247 | 1 349 | 1 354 | 1 330 | 1 456 | 1 782 | 2 300 | 2 768 | 3 174 |

| 1962  | 1968  | 1975  | 1982  | 1990  | 1999  | 2006   | 2011   | 2016   |
| ----- | ----- | ----- | ----- | ----- | ----- | ------ | ------ | ------ |
| 3 472 | 4 676 | 5 119 | 5 971 | 7 176 | 9 254 | 10 278 | 11 209 | 11 873 |

| 2021   | 2022   | - | - | - | - | - | - | - |
| ------ | ------ | - | - | - | - | - | - | - |
| 12 472 | 12 614 | - | - | - | - | - | - | - |

### Sports et loisirs

#### Sports

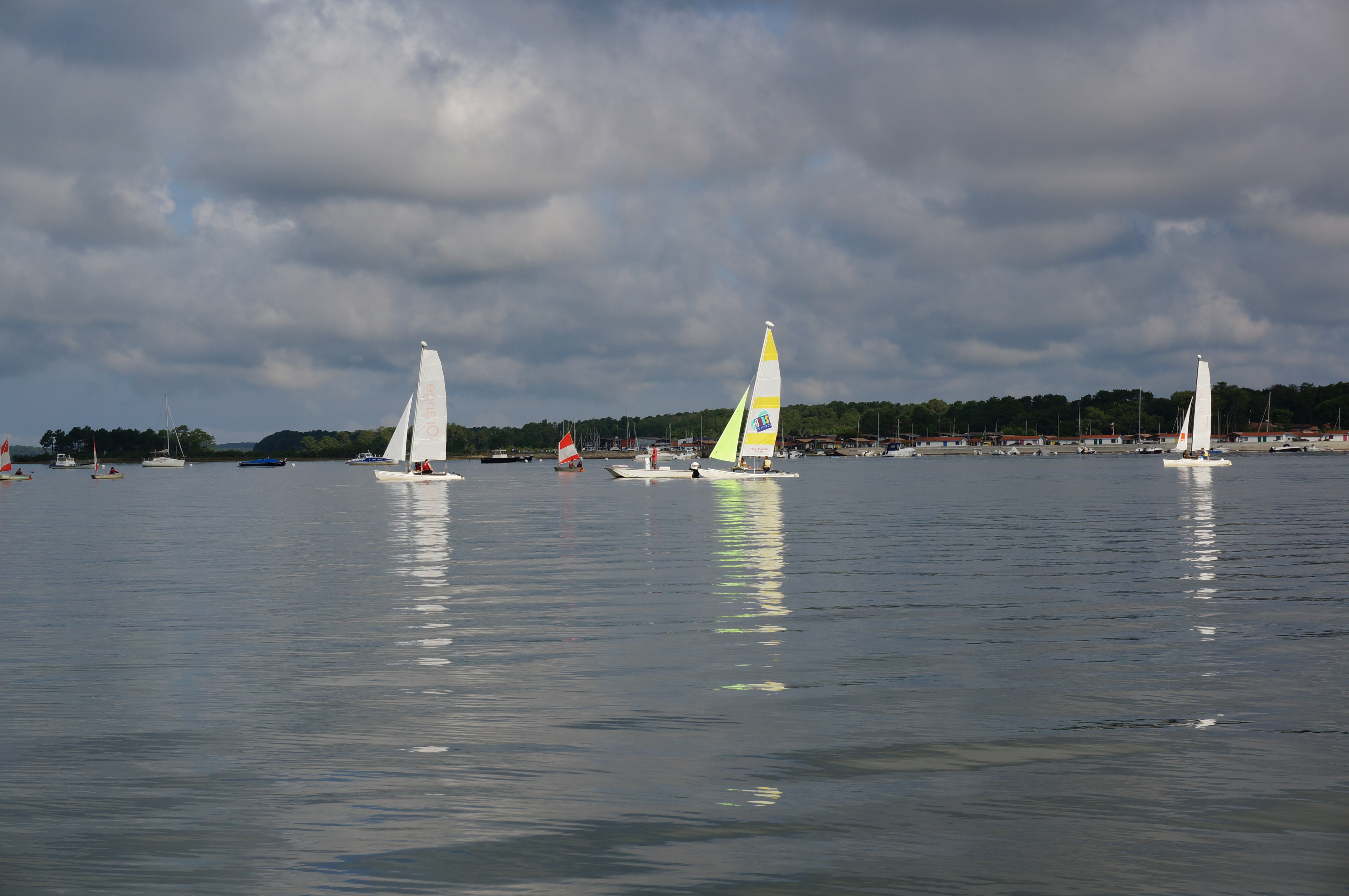
La voile à Andernos.

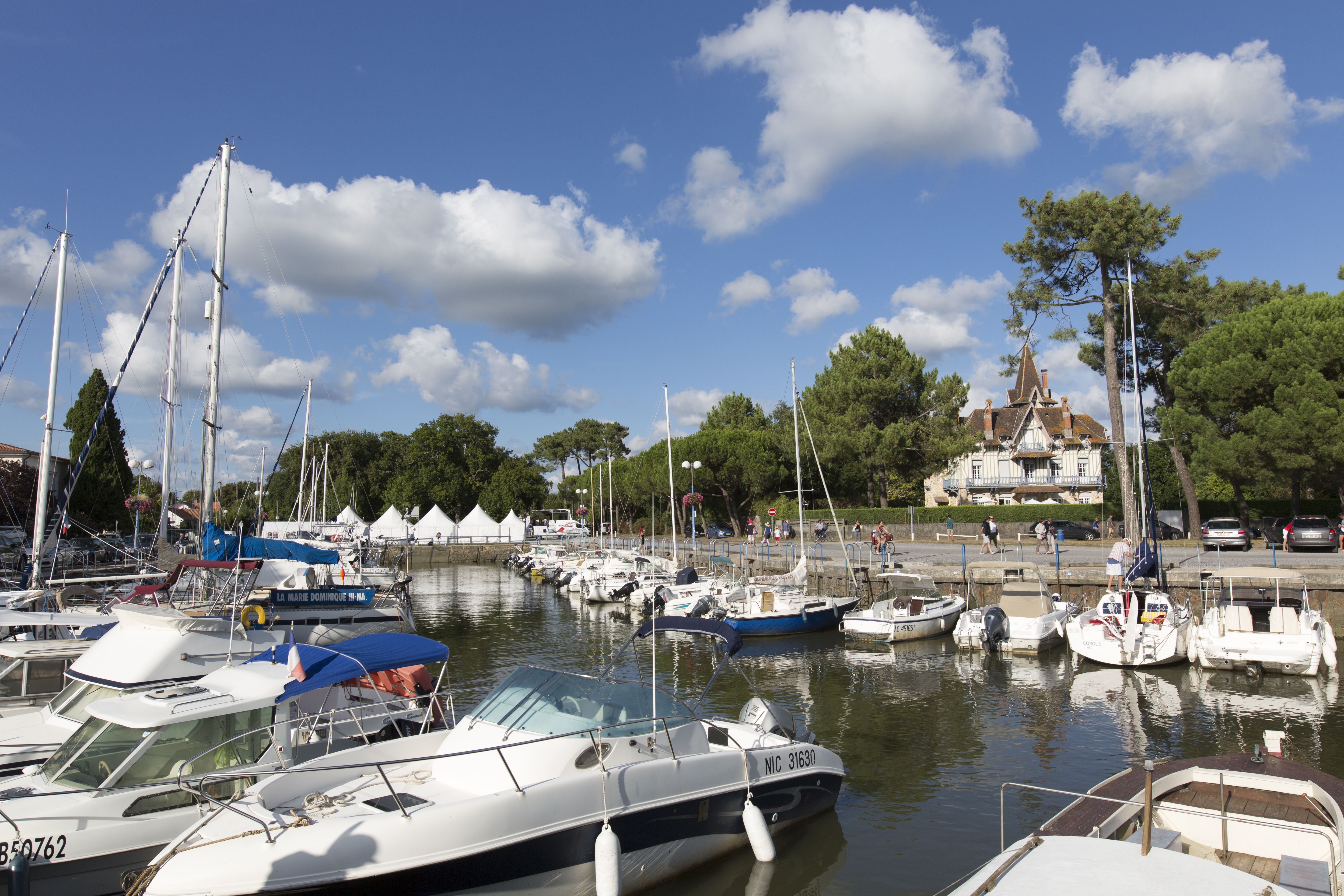
Port du Bétey.

La ville d'Andernos-les-Bains est riche de plus de 200 associations et dispose de plusieurs centres sportifs :
- un complexe de tennis disposant de dix courts (dont deux couverts) et d'un terrain de squash ;
- un complexe sportif (Jacques Rosazza) disposant de cinq terrains de football (dont deux avec vestiaires), d'une piste d'athlétisme et d'une tribune de 500 places ;
- deux salles des sports (Jacques Rosazza et salle du collège) : pour les clubs de handball, de volley-ball, de futsal, de badminton et de gymnastique ;
- un centre de voile (Sport Nautique Andernosien) ;
- une piscine municipale ;
- et aussi un aérodrome, une piste d'aéromodélisme, un centre équestre, des clubs de billard, de danse, de judo, de boxe et autres arts martiaux, deux clubs de pétanque, un club de baseball, un skate-park, un club de tir et de tir à l'arc, un club de triathlon.

En tout, la ville compte 53 clubs sportifs, dont un club de handball (Andernos Handball Nord Bassin) qui évolue en Nationale 3.

#### Loisirs
La ville d'Andernos-les-Bains dispose de plusieurs lieux de loisirs :
- un casino ;
- une discothèque ;
- un cinéma comportant une salle pouvant accueillir 200 personnes qui est le cinéma historique d'Andernos ; cependant, en raison de son nombre modeste de places, un deuxième cinéma, type multiplex, doit ouvrir dans un quartier un peu excentré, à l'emplacement de l'ancien stade de football.
- Le Dolce Vita, le nouveau cinéma, est inauguré le 14 décembre 2019 par le maire Jean Yves Rosazza. 4 salles de 93 à 246 places, projection 4K, Dolby 7.1, 3D dans la grande salle.

### Manifestations culturelles et festivités
Depuis 1968 a lieu en juillet l'Andernos Jazz Festival,.

### Médias
- Andernos La Radio.

## Culture locale et patrimoine

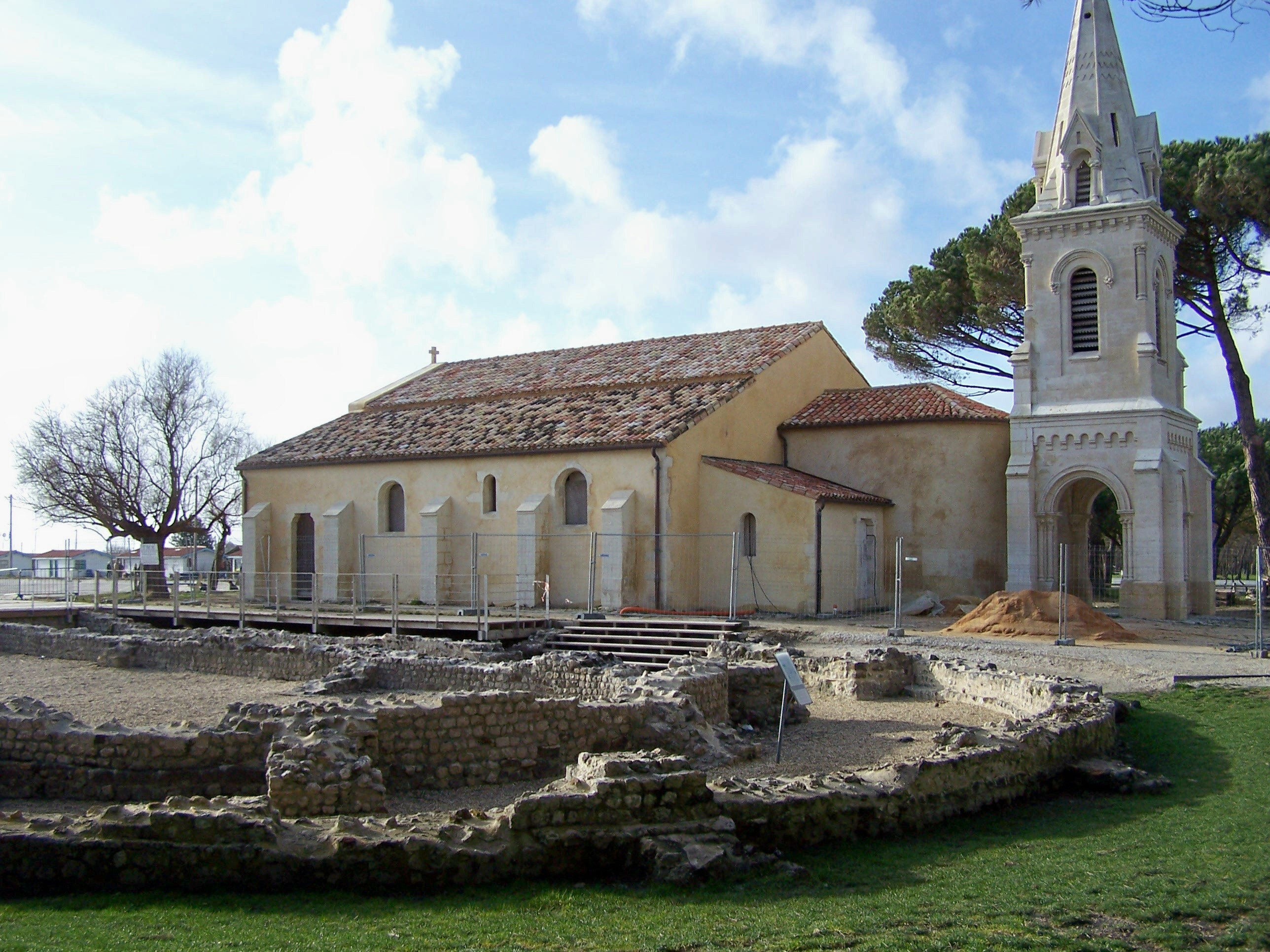
L'église Saint-Éloi et le site des vestiges (mars 2009).

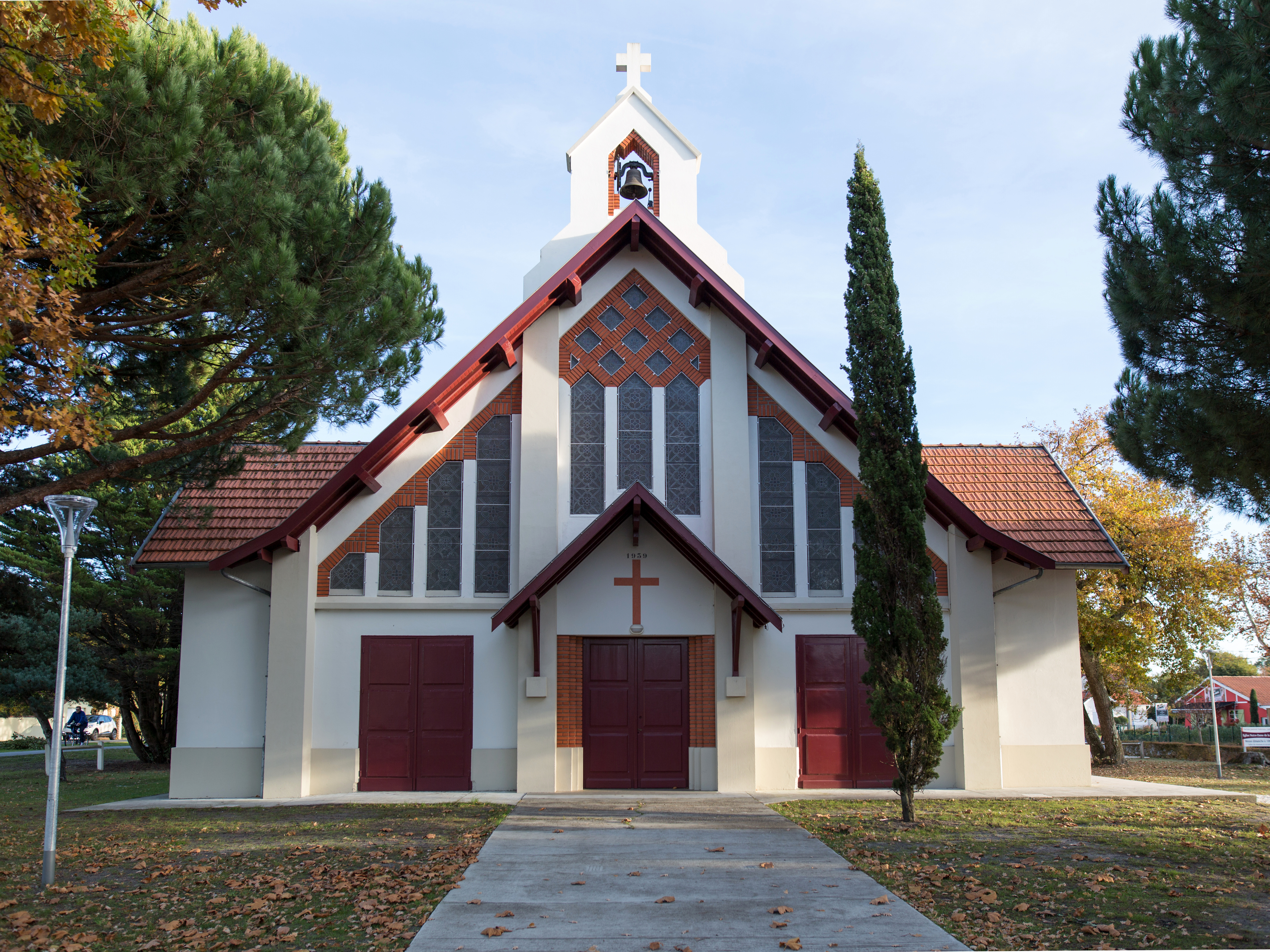
Église Notre-Dame-de-la-Paix.

### Lieux et monuments
- Site préhistorique du Betey[46]. Les objets découverts montrent une occupation humaine continue de ces rivages, en partie recouverts par les eaux. L’occupation préhistorique débute par la présence  de chasseurs-pêcheurs-cueilleurs nomades (premier Mésolithique ; à partir de – 8 500 ans av. J.-C. ; pointes de flèches[47]) et se termine par de traces d’agriculteur-éleveurs (Néolithique final ; à partir de 3000 av. J.-C.; haches polies, céramiques). Cette sédentarisation lors de la « révolution néolithique » a probablement donné lieu à l’implantation de plusieurs villages préhistoriques sur les rivages du Betey. Le site préhistorique est sous les eaux depuis 1977, année de creusement d'un chenal destiné à la plaisance, sans aucun chantier de sauvetage[48].
- L'église Saint-Éloi était un relais du pèlerinage de Saint-Jacques-de-Compostelle. Bâtie sur les ruines d'une villa gallo-romaine du IVe siècle (dont les vestiges sont en partie visibles à côté de l'église), elle date du XIe siècle. Des photos des peintures murales des XVe et XVIIe siècles de l'église sont disponibles sur la base Mémoire du ministère de la Culture[49].
- Église Notre-Dame-de-la-Paix d'Andernos-les-Bains.
- Les vestiges gallo-romains situés dans l'ancien cimetière, à proximité de l'église Saint-Éloi, ont été classés à l'inventaire des monuments historiques en 1933[50].
- La Maison Louis-David. Près du centre-ville, la villa Ignota, construite en plusieurs étapes de 1908 à 1914[51], présente les caractéristiques de l'architecture balnéaire de la fin du XIXe et du début du XXe siècle. Propriété de Louis Théodore David, maire d'Andernos de 1905 à 1929, laissée à l'abandon à son décès, elle a été acquise par la municipalité et restaurée en 1978. Aujourd'hui centre culturel appelé « Maison municipale Louis-David », elle abrite le musée de la ville où se trouve conservée une partie des vestiges retrouvés sur le site des ruines gallo-romaines ainsi qu'une collection de monnaies anciennes, des archives municipales et des manuscrits. Elle accueille aussi tout au long de l'année de nombreuses expositions de peinture et d'arts plastiques. Cette villa est entourée par le parc « Louis-David », ou l'on peut voir la tombe de Louis Théodore David réalisée par le célèbre sculpteur parisien des années 1930 Raymond Delamarre[52].

Maison Louis-David
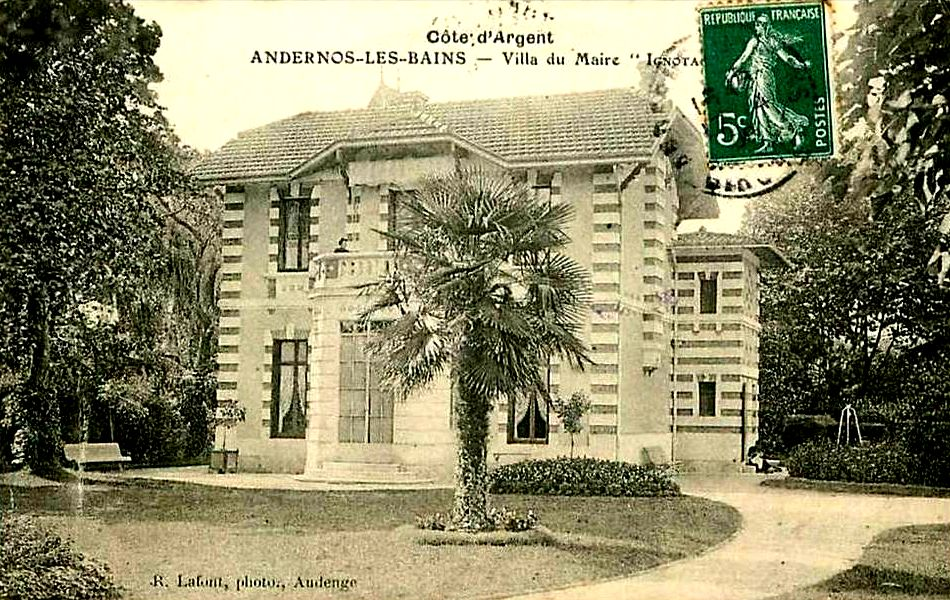
Première étape de la construction de la villa Ignota (après 1908).
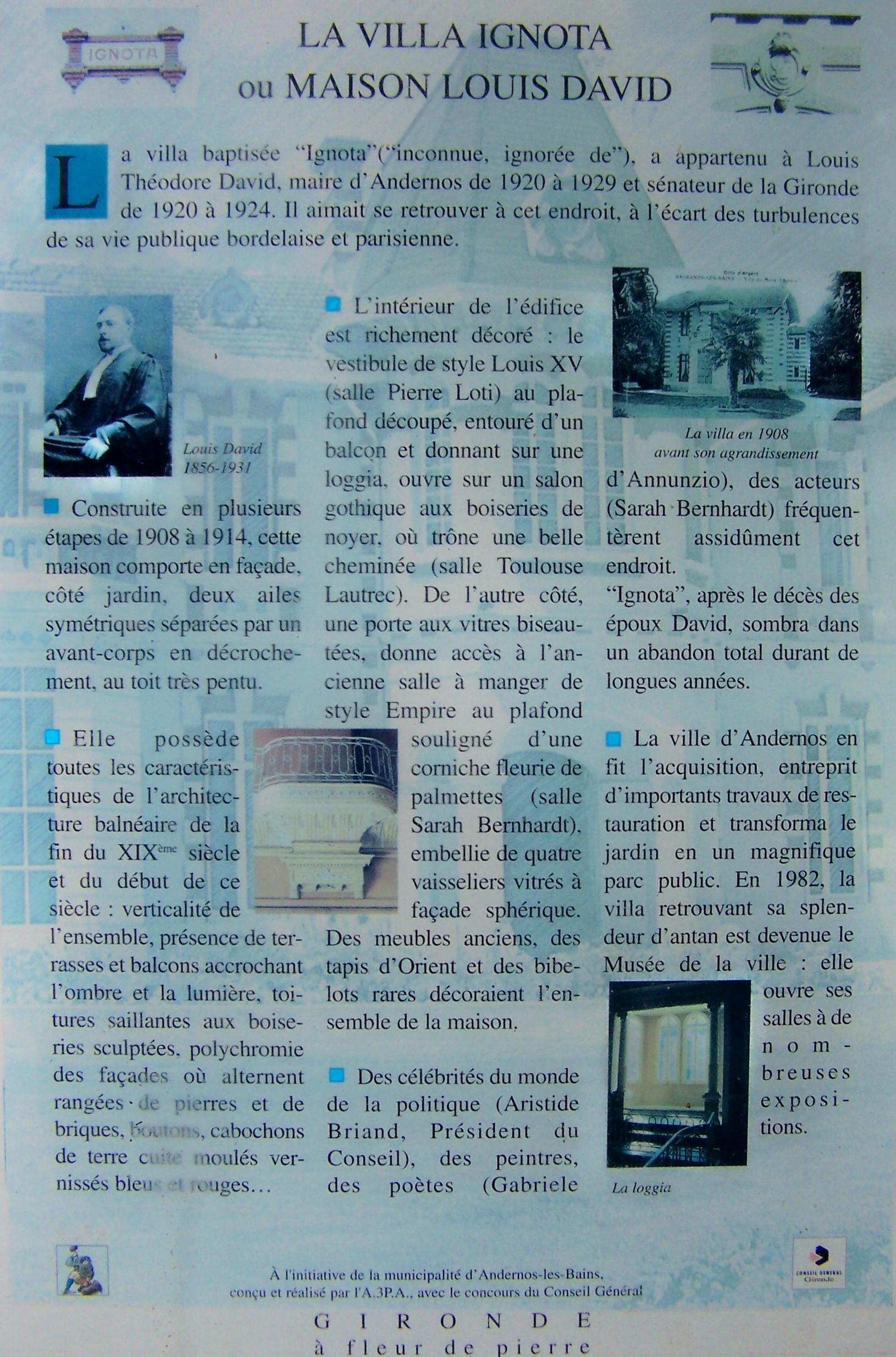
Panonceau décrivant la villa Ignota.
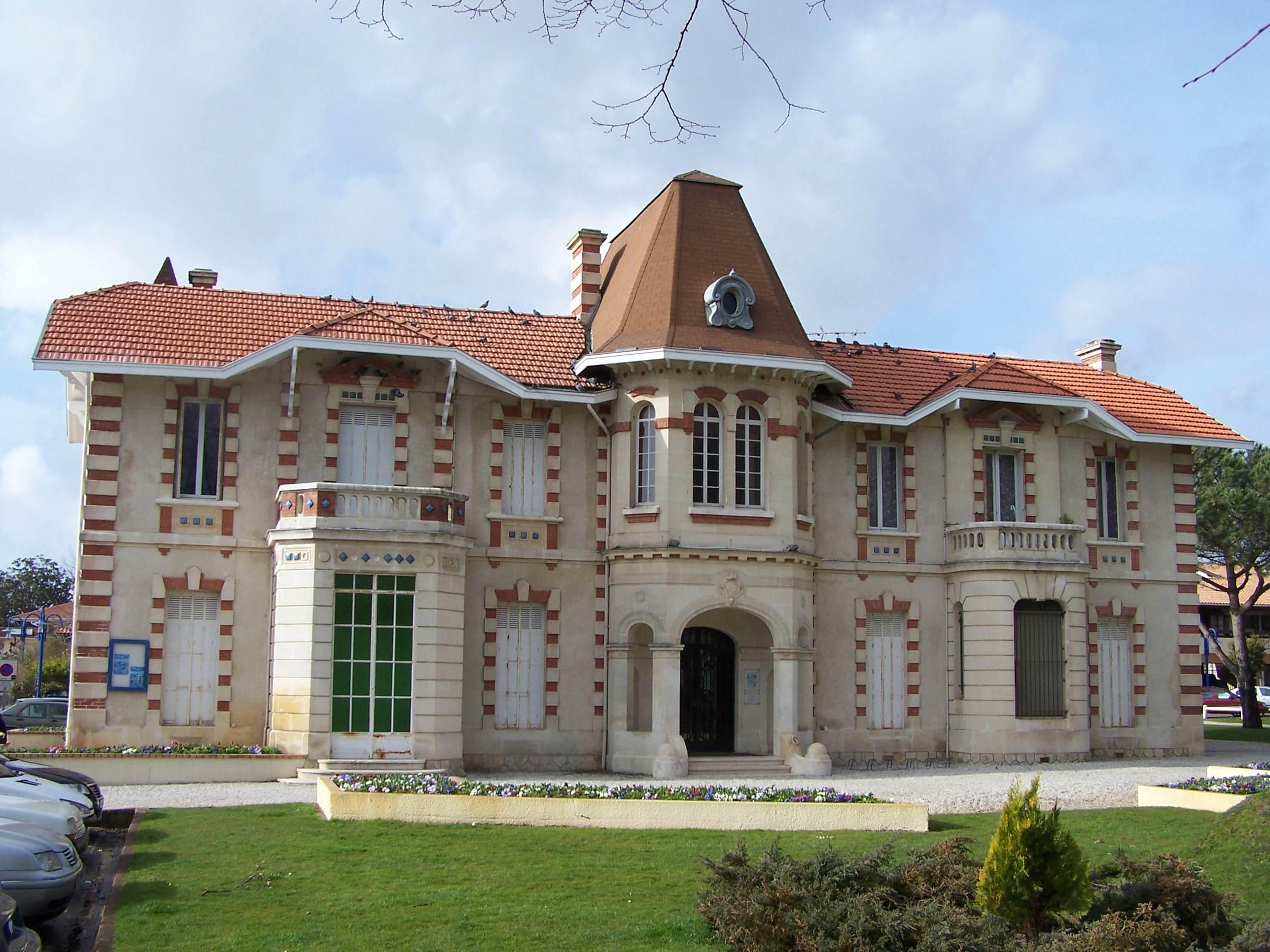
La villa Ignota, maison municipale (mars 2009).
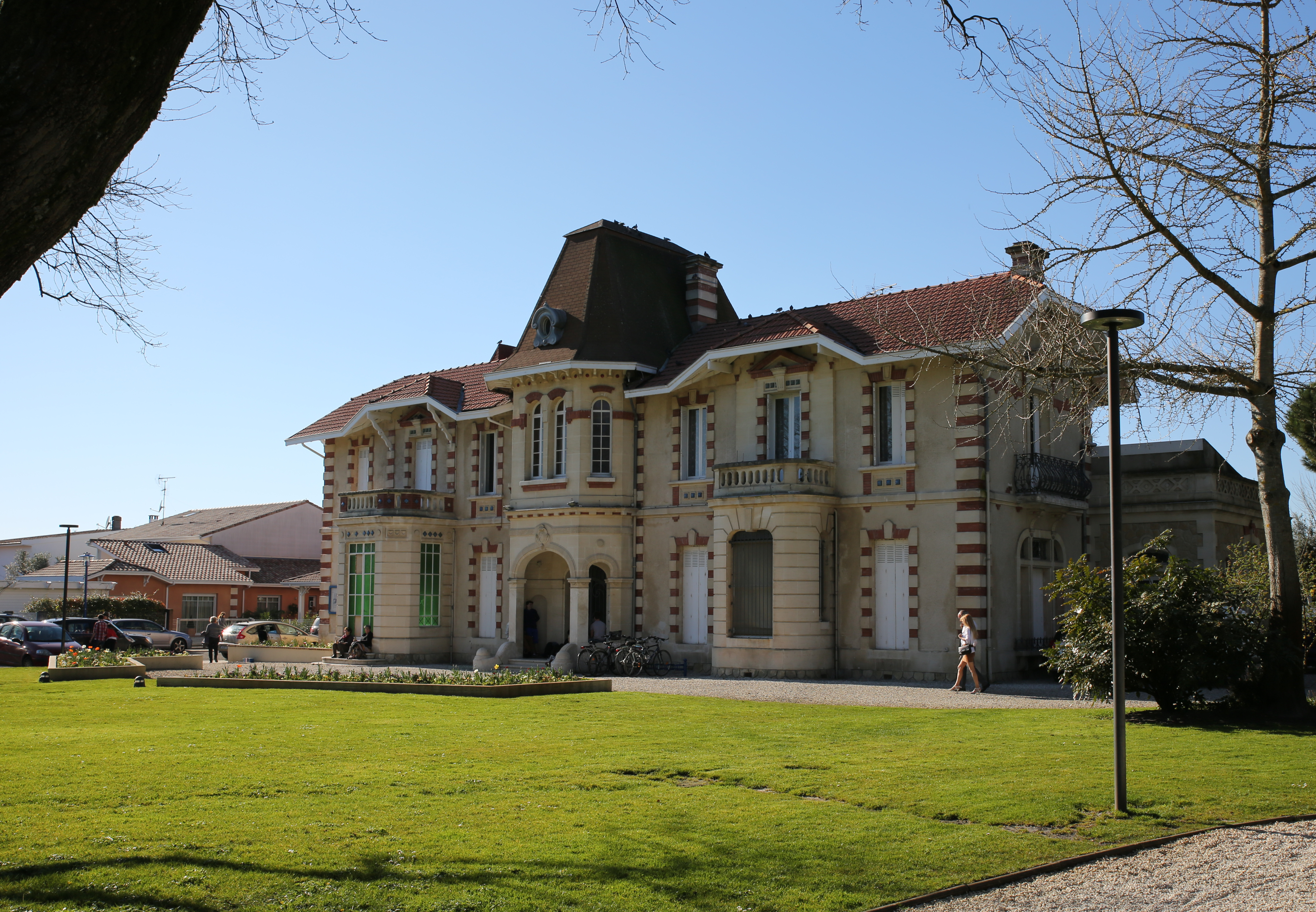
La villa Ignota.

- Site naturel des Quinconces : Les Quinconces furent un lieu de promenade fréquenté, entre autres, par Sarah Bernhardt lors de ses séjours à Andernos-les-Bains. Ce site reste l'un des derniers espaces naturels à avoir résisté à l'urbanisation intensive des 50 dernières années.
- La jetée d'Andernos-les-Bains est la plus longue du bassin avec ses 232 mètres. Cet ouvrage imaginé bien avant la Première Guerre mondiale par Louis David, n'a été construite qu'en 1926. À l'origine, elle devait mesurer le double de la longueur actuelle. Elle a été restaurée et élargie en 1995 par l'architecte Pierre Raffy, et prolongée par une halte nautique afin d'atteindre le chenal toujours en eau[53]. De là, on peut voir les cabanes tchanquées ainsi que l'entrée du bassin d'Arcachon[34].

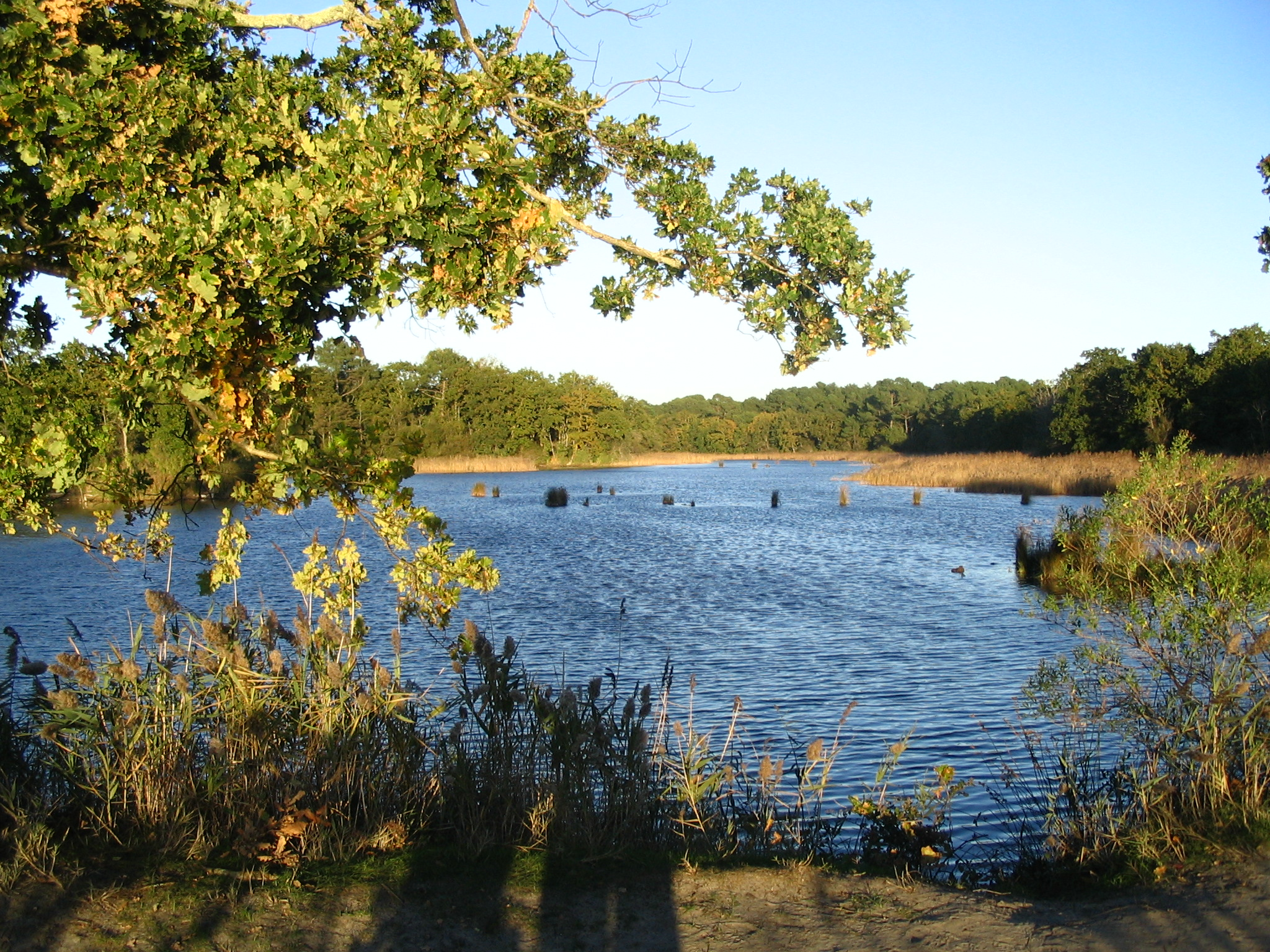
Site naturel protégé des Quinconces, bassins à poissons.
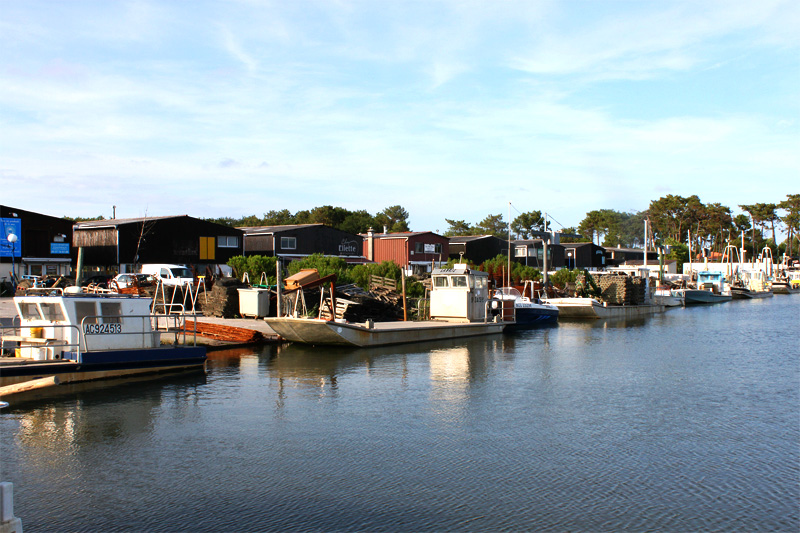
Port ostréicole.
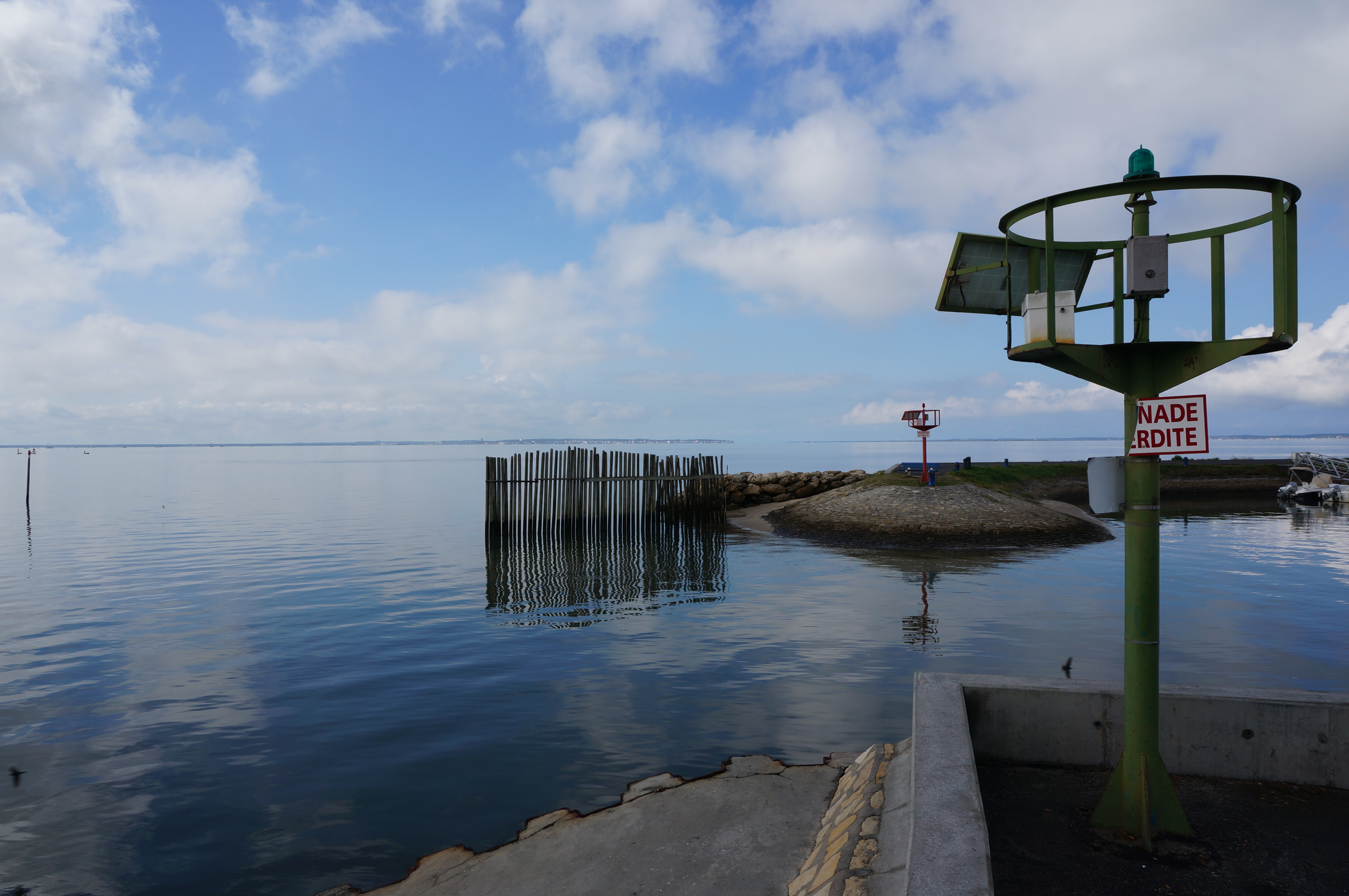
L'entrée du port.
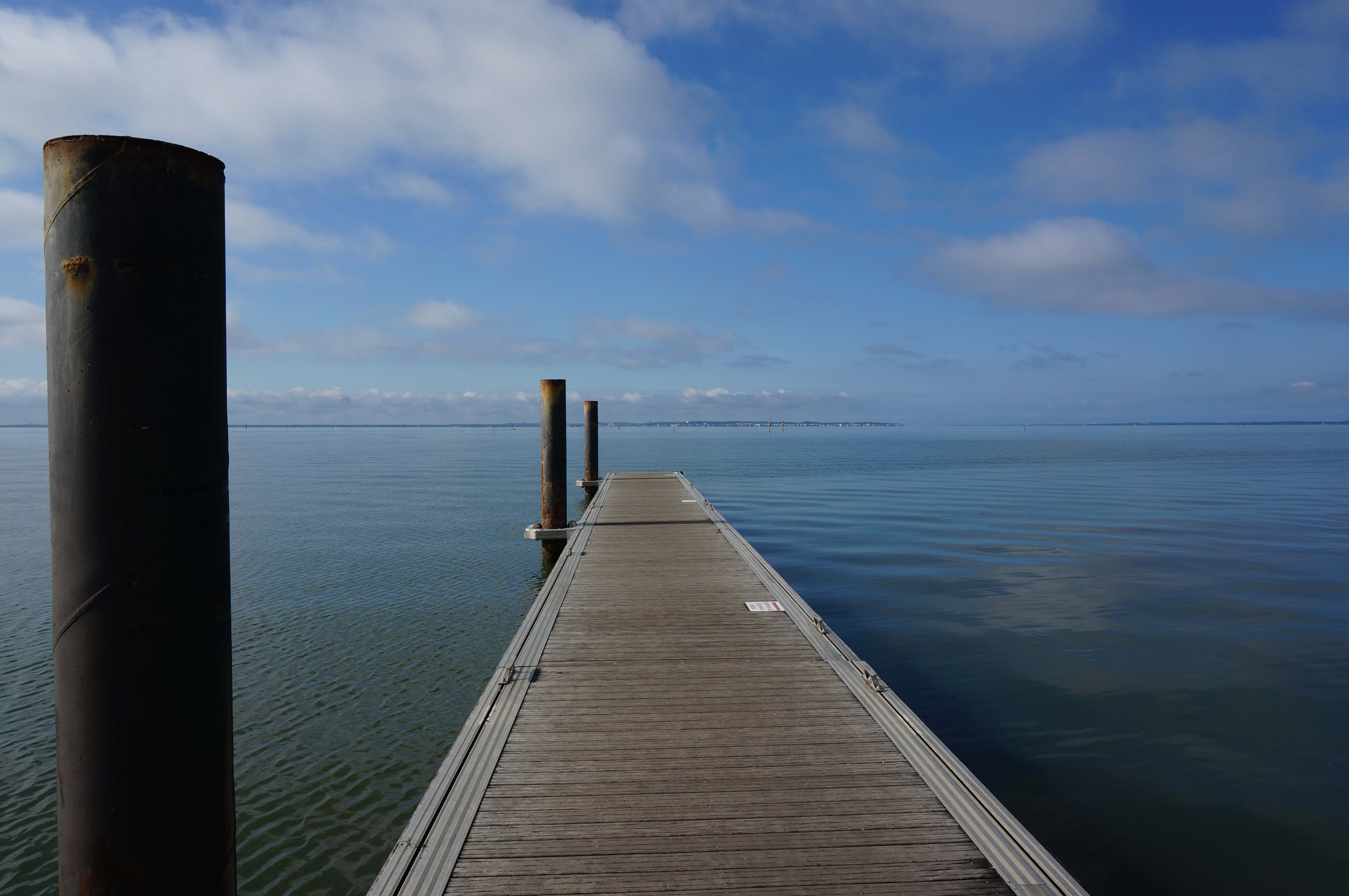
halte nautique en bout de la jetée.
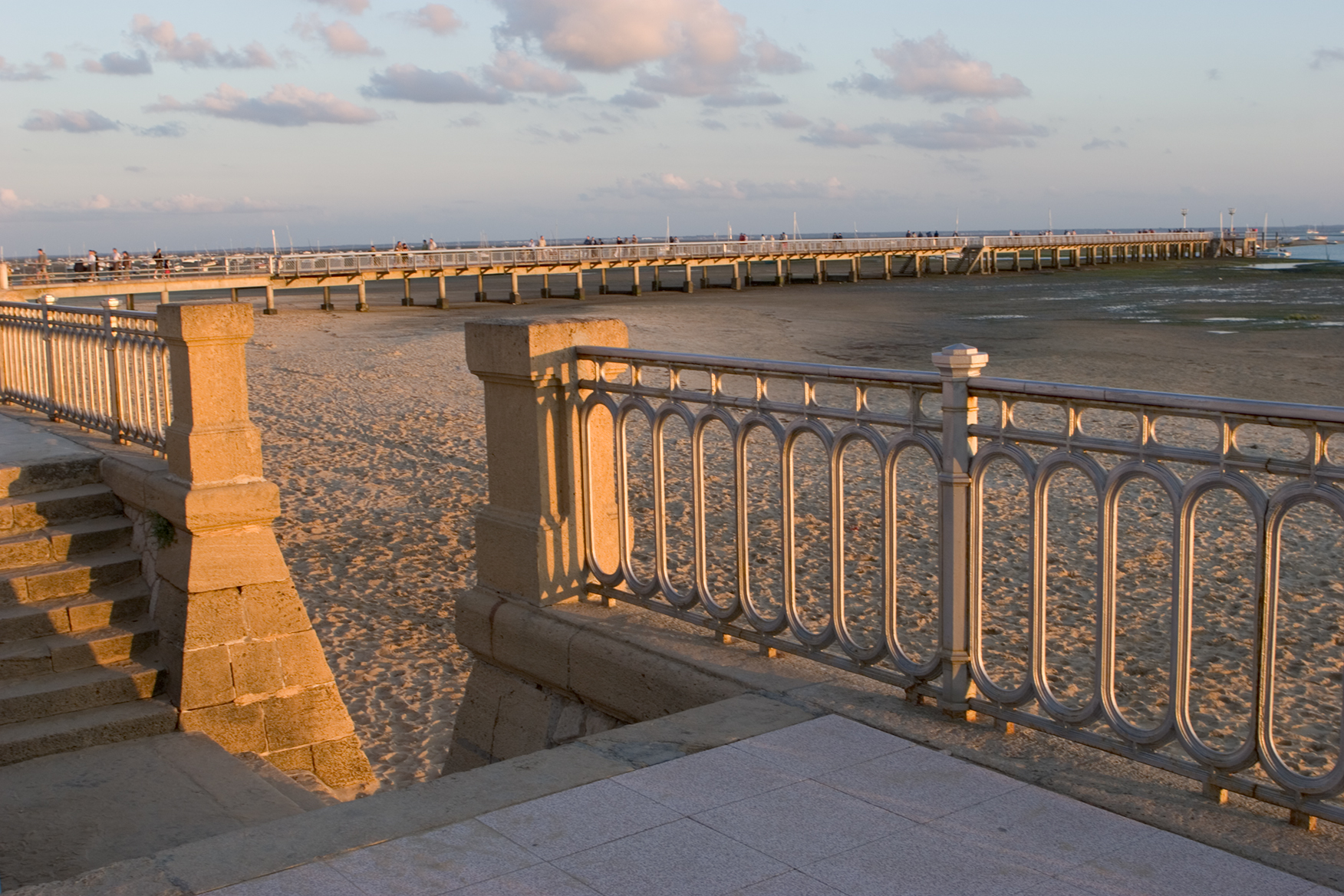
Jetée d'Andernos.
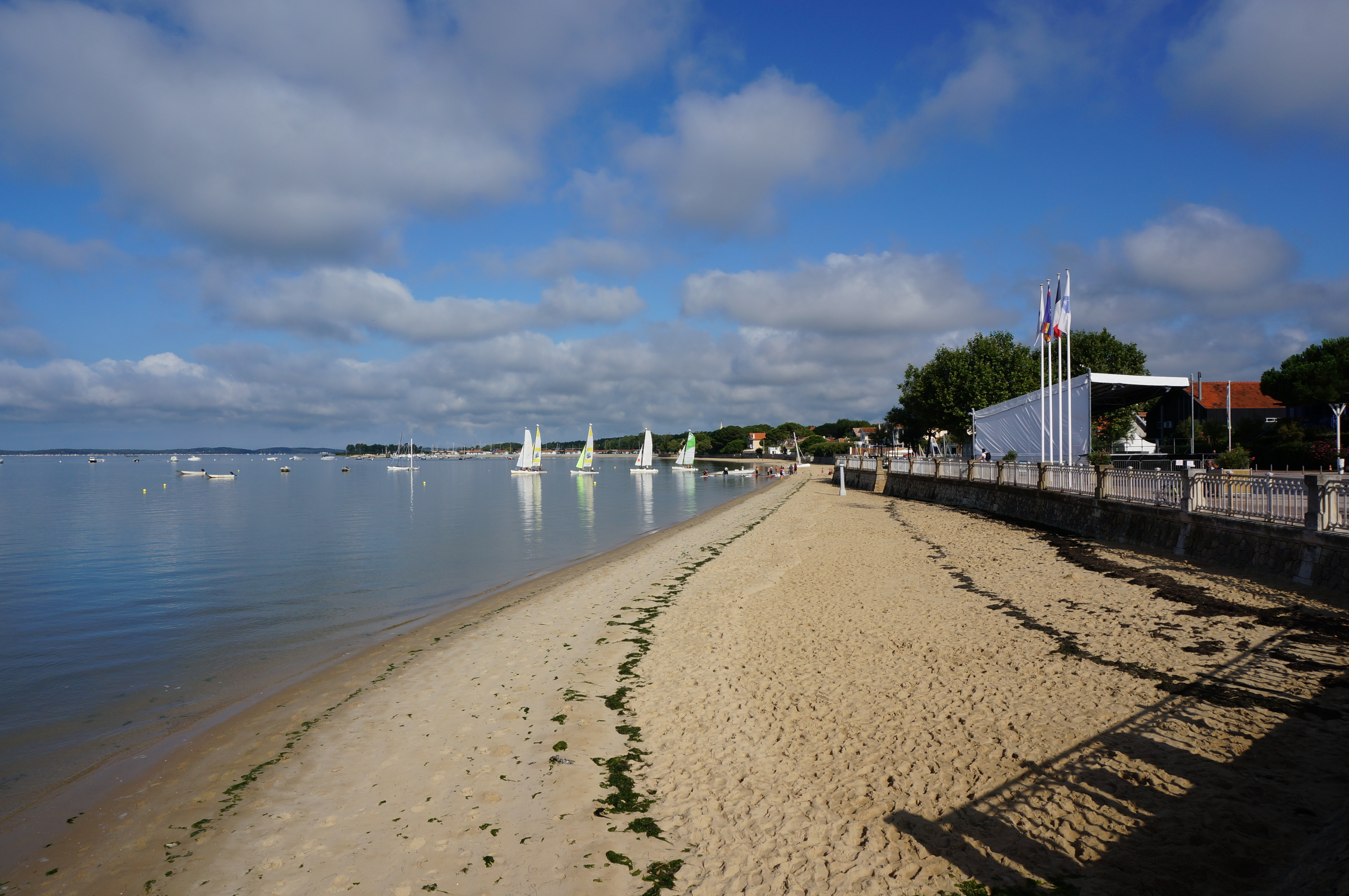
La plage centrale.
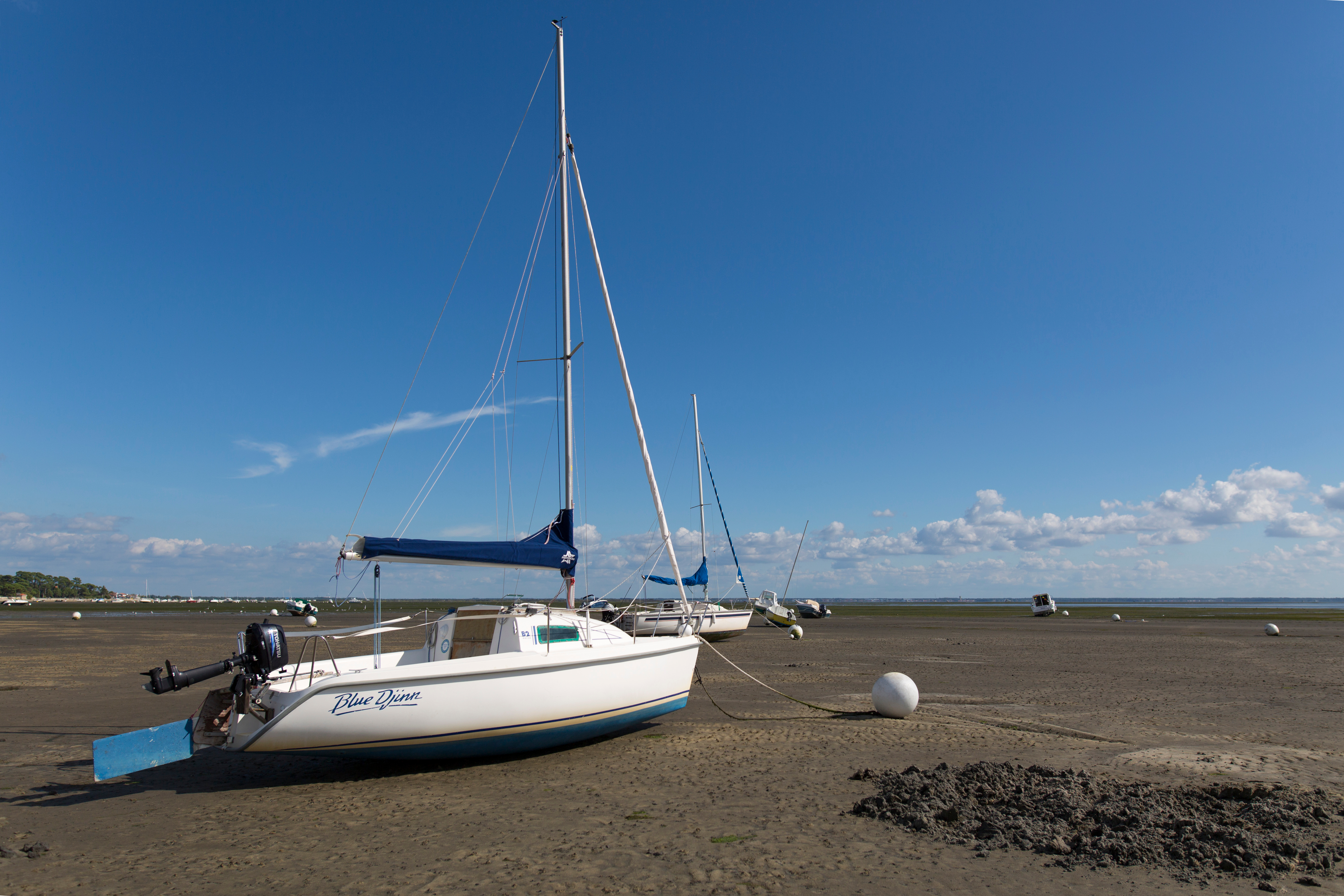
Le bassin à marée basse.

### Patrimoine culturel
La ville dispose d'une école de musique municipale, une médiathèque et compte plusieurs associations culturelles :
- un club de théâtre ;
- un club d'œnologie ;
- un club d'échecs, de bridge, de tarot ;
- des clubs de danse, d'histoire, de peinture.

Depuis 2012, l'office de tourisme s'est doté d'un site internet permettant de découvrir toutes les beautés de la ville.

### Personnalités liées à la commune
- David Allègre (1786-1846), châtelain d'Arès, inventeur du premier chalutier à vapeur au monde, a été conseiller municipal, conseiller général, juge de paix.
- Sarah Bernhardt (1844-1923) a séjourné à Andernos au début de la Première Guerre mondiale (de septembre 1914 à octobre 1915) avant et après son amputation à Bordeaux le 22 février 1914.
- Henri de Toulouse-Lautrec (1864-1901) a résidé chez la famille Wurtz (aujourd'hui camping de Fontainevieille) à partir de 1885 avant d'aller résider à Taussat chez son ami Fabre à partir de 1891[55].
- Pierre Anglade (1921-1946), officier du BIMP, Compagnon de la Libération[56].
- Donald O'Brien (1930-2003), acteur franco-irlandais, mort dans la commune.
- Louis Cardaillac (1933-2015), historien, auteur et professeur-chercheur, mort dans la commune.
- Michel Cristobal (1934-), footballeur, né dans la commune.
- André Bach (1943-2017), général et historien, mort dans la commune.
- François Lamoureux (1946-2006), haut fonctionnaire communautaire, mort dans la commune.

### Héraldique et logotype

#### Héraldique
| Armes | Les armes d'Andernos-les-Bains se blasonnent ainsi : « D'azur au voilier d'or voguant sur une mer de sinople chargée d'un dauphin nageant cousu du champ, la queue contournée, au soleil aussi d'or mouvant de l'angle senestre du chef, au chef cousu de gueules chargé d'un léopard d'or. » Ces armes sont considérées comme fautives : la superposition d'azur sur sinople est interdite en héraldique. |

#### Logotype
Sur la base de l'initiale A du nom de la commune, le logotype rappelle la forme du bassin d'Arcachon et un point orange précise l'emplacement de la ville sur le bassin.

Texte sous le nom de la commune :
« Je m'y sens bien ! »